# Jan Rytwiański
Jan Rytwiański, także Jan z Rytwian herbu Jastrzębiec (1422–1478/9) – marszałek wielki koronny od 1462, wojewoda krakowski od 1477.

## Życiorys
Syn Marcina z Rytwian, brat Dziersława Rytwiańskiego, bliski krewny Wojciecha Jastrzębca z Łubnic.
Drogę do kariery miał ułatwioną nie tylko dzięki pamięci ojca i biskupa, ale także, energicznemu starszemu bratu, któremu nie dorównywał w pomysłowości, ale za to przerastał go w rozwadze.
Znaczenie rodu sprawiało, że czuł się bardzo pewnie. Będąc ledwie starostą sandomierskim (przejął je po bracie), na sejmie w 1459 ostro skrytykował króla Kazimierza Jagiellończyka za nadmierne obciążenia podatkowe, psucie monety i słabość sądów; reakcję króla historyk Adolf Pawiński określił jako „pokorną”. Na tym samym sejmie wystąpił z innym ważkim problemem, jakim był zwrot do Mazowsza powiatu goniądzkiego, przekazanego prawdopodobnie w 1401 Litwinom.
Nie będąc człowiekiem szczególnie doświadczonym w polityce, dostał w 1462 nominację na urząd marszałka wielkiego koronnego, która bardziej należała się już raczej jego bratu. Widocznie jednak ten nie mógł lub nie chciał jej objąć, a wyjednał ją dla brata, chcąc utwierdzić znaczenie rodu. Dziersław był osiem lat starszy i mógł przypuszczać, że brat przeżyje go znacznie. W 1474 Jan objął również znaczącą kasztelanię sandomierską, a w 1477 – po bracie urząd wojewody krakowskiego. To był koniec jego sukcesów, niespodziewanie zmarł wkrótce po bracie, w 1478 lub 1479.
Wiadomo, że był wysyłany w misje zagraniczne. Był sygnatariuszem i gwarantem pokoju toruńskiego 1466 roku aktu pokoju toruńskiego 1466 roku.
Dzierżył liczne dobra w Małopolsce, przede wszystkim klucz rytwiański, zapisany mu przez Wojciecha Jastrzębca, który uprzednio wydziedziczył jego starszego brata, oraz na inne włości Podolu. Tuż przed śmiercią, w 1478 zapisał 4 wsie klasztorowi paulinów w Beszowej.
Żonaty z Anną z Wojciechowa, c. Jana ze Szczekocin, starosty lubelskiego, miał córkę Ewę. Wydał ją za Mikołaja „Wrzoda” Kurozwęckiego, nieomal sąsiada.